# Карой Немеш
Карой Немеш (на унгарски: Károly Nemes) е унгарски, австрийски и югославски футболист и треньор. Бил е наставник на националния отбор на България по футбол за 1 мач през 1930 г. По-известен е с изявите си в Югославия, където като вратар е двукратен шампион на страната в състава на СК Югославия.

## Кариера
Започва кариерата си през 1915 г. във Виенер Спорт Клуб. След това играе за МТК Будапеща. В периода 1917 – 1919 г. пази за Рапид Виена. През сезон 1918/19 печели шампионската титла на Австрия и националната купа. Емигрира в Кралство на сърби, хървати и словенци, където играе до края на кариерата си през 1927 г. Прави име като вратар на СК Югославия, като печели две титли на страната с белградския клуб и е титуляр в националните финали.
Има 3 мача за сборния отбор на Белград в междуградския турнир „Купа на крал Александър“, който се провежда в продължение на 4 години.

## Национален отбор
Играе за три национални отбора в кариерата си. Записва 1 мач за националния отбор на Унгария, 3 мача за националния отбор на Австрия и 2 мача за националния отбор на Кралството на сърби, хървати и словенци.

## Треньорска кариера
В края на 1927 г. по покана на Коста Хадзи Немеш поема Войводина (Нови Сад). Унгарецът обаче не се задържа дълго на поста. От март до юни 1930 г. е треньор на АС-23. По това време е и треньор на България в един мач – срещу тима на Югославия (2:2). Той не остава начело на „лъвовете“, тъй като поема швейцарския Люцерн.
През 1932 г. отново поема Войводина и остава на поста две години. След това води СК Югославия, преди с друг тим от Нови Сад – НАК, да спечели титлата на областта. През 1939 г. за трети път е начело на Войводина и печели шампионата на Нови Сад. През 1940/41 е треньор в Бата Борово.
След 1941 г. е известно, че се завръща в Унгария и живее в градчето Яношхалма.
В сборника „Пола века“, посветен на историята на Войводина Нови Сад, Немеш е описван като треньор, който разчита на силовия футбол и добрата физическа подготовка на своите играчи.

## Успехи

### Като футболист
- Шампион на Австрия – 1919
- Купа на Австрия – 1919
- Шампион на Кралство на сърби, хървати и словенци – 1924, 1925

### Като треньор
- Лига на Нови Сад – 1934, 1939